# Đinh Thị Hồng Minh
Đinh Thị Hồng Minh (sinh ngày 11 tháng 4 năm 1970) là một nữ chính trị gia người Việt Nam, dân tộc H'Rê. Bà hiện là Phó Bí thư Tỉnh ủy Quảng Ngãi, nhiệm kỳ 2020 - 2025.
Bà từng là Phó Chủ tịch Hội đồng nhân dân tỉnh Quảng Ngãi, Ủy viên Hội đồng Dân tộc của Quốc hội, đại biểu Quốc hội Việt Nam khóa XIV nhiệm kì 2016-2021, thuộc đoàn đại biểu Quốc hội tỉnh Quảng Ngãi. Bà lần đầu trúng cử đại biểu Quốc hội năm 2016 ở đơn vị bầu cử số 3, tỉnh Quảng Ngãi gồm có các huyện: Mộ Đức, Đức Phổ, Ba Tơ, Minh Long.

## Xuất thân
Đinh Thị Hồng Minh quê quán ở xã Long Hiệp, huyện Minh Long, tỉnh Quảng Ngãi.
Bà hiện cư trú ở Thôn 3, xã Long Hiệp, huyện Minh Long, tỉnh Quảng Ngãi.

## Giáo dục
- Giáo dục phổ thông: 12/12
- Đại học chuyên ngành Tài chính kế toán
- Cao cấp lí luận chính trị

## Sự nghiệp
Bà gia nhập Đảng Cộng sản Việt Nam vào ngày 4/5/1999.
Bà từng là đại biểu hội đồng nhân dân tỉnh Quảng Ngãi nhiệm kỳ 2011-2016.
Khi lần đầu ứng cử đại biểu Quốc hội Việt Nam khóa XIV vào tháng 5 năm 2016 bà đang là ủy viên Thường vụ Tỉnh ủy, Bí thư Đảng đoàn, Chủ tịch Ủy ban Mặt trận Tổ quốc Việt Nam tỉnh Quảng Ngãi; Ủy viên Ủy ban Trung ương Mặt trận Tổ quốc Việt Nam, làm việc ở Ủy ban Mặt trận Tổ quốc Việt Nam tỉnh Quảng Ngãi, có bằng cao cấp lí luận chính trị.
Bà đã trúng cử đại biểu Quốc hội năm 2016 ở đơn vị bầu cử số 3, tỉnh Quảng Ngãi gồm có các huyện: Mộ Đức, Đức Phổ, Ba Tơ, Minh Long, được 182.509 phiếu, đạt tỷ lệ 71,02% số phiếu hợp lệ.